# Amaxia pulchra
Amaxia pulchra là một loài bướm đêm thuộc phân họ Arctiinae, họ Erebidae.